# Peter Galton
Peter Malcolm Galton (nacido en 1942), es un paleontólogo inglés que trabaja en Estados Unidos. Se doctoró en la Universidad de Bridgeport, siendo de su interés el análisis de los diagramas del registro fósil y más concretamente los dinosaurios.

## Biografía
En 1970 publicó cuatro ideas que intentaron cambiar la percepción que se tenía sobre los Dinosaurios:
- Los parientes más cercanos a las aves eran Dinosaurios y Arcosaurios triásicos que presentaban pelvis avianas

- Los Pachycephalosauria usaban su cresta para combatir por las hembras a modo de ariete.

- Los prosaurópodos ramoneaban plantas más o menos altas.

- Los Iguanodontidae no andaban tan erectos como se creía, sino que su columna vertebral era rígida, permitiéndoles adoptar una posición horizontal para andar a dos o cuatro patas según su necesidad.

Galton describió varios dinosaurios de Wyoming, Estados Unidos y el desierto del Gobi entre 1969 y 1987. De los dinosaurios descritos por Galton cabrían destacarse: Yaverlandia (1971), Efraasia (1973), Othnielia (1977), Lesothosaurus (1978), Torvosaurus (1979), Callovosaurus, Dracopelta (1980), Avimimus (1981), Stygimoloch (1983), Camelotia, Blikanasaurus (1985),  Ruehleia (2001), Asylosaurus (2007), Owenodon (2009).

## Obras publicadas
- Galton, Peter M. (1970). «The posture of hadrosaurian dinosaurs». Journal of Paleontology 44 (3): 464-473.
- Galton, Peter M. (1973). «The cheeks of ornithischian dinosaurs». Lethaia 6 (1): 67-89. doi:10.1111/j.1502-3931.1973.tb00873.x.
- Galton, P.M., 1974, "The ornithischian dinosaur Hypsilophodon from the Wealden of the Isle of Wight". British Museum (Natural History), Bulletin, Geology, London, 25: 1‑152c.
- Bakker, R.T. and Galton, P.M. (1974). "Dinosaur monophyly and a new class of vertebrates". Nature 248:168-172.
- Galton, P.M. (1982). "The postcranial anatomy of stegosaurian dinosaur Kentrosaurus from the Upper Jurassic of Tanzania, East Africa". Geologica et Palaeontologica 15:139-165.
- Galton, P.M. (1984). "Cranial anatomy of the prosauropod dinosaur Plateosaurus from the Knollenmergel (Middle Keuper, Upper Triassic) of Germany. I. Two complete skulls from Trossingen/Württ. With comments on the diet". Geologica et Palaeontologica 18:139-171.
- Galton, P.M. (1985). "Cranial anatomy of the prosauropod dinosaur Plateosaurus from the Knollenmergel (Middle Keuper, Upper Triassic) of Germany. II. All the cranial material and details of soft-part anatomy". Geologica et Palaeontologica 19:119-159.
- Galton, P.M. (1986). "Prosauropod dinosaur Plateosaurus (=Gresslyosaurus) (Saurischia: Sauropodomorpha) from the Upper Triassic of Switzerland". Geologica et Paleontologica 20:167-183.
- Galton, P.M. (1988). "Skull bones and endocranial casts of stegosaurian dinosaur Kentrosaurus HENNIG, 1915 from Upper Jurassic of Tanzania, East Africa". Geologica et Palaeontologica 22:123-143.
- Galton, P.M. (1990). "Basal Sauropodomorpha-Prosauropoda". pp. 320-344 in Weishampel, D.B., Dodson, P. and Osmólska, H. (eds.): The Dinosauria. University of California Press, Berkeley
- Galton, P.M. (2000). "The prosauropod dinosaur Plateosaurus Meyer, 1837 (Saurischia, Sauropodomorpha). I: The syntypes of P. engelhardti Meyer, 1837 (Upper Triassic, Germany), with notes on other European prosauropods with "distally straight" femora". Neues Jahrbuch für Geologie und Paläontologie, Abhandlungen 216(2):233-275.
- Galton, P.M. (2001). "The prosauropod dinosaur Plateosaurus Meyer, 1837 (Saurischia: Sauropodomorpha; Upper Triassic). II. Notes on the referred species". Revue Paléobiologie, Genève 20(2):435-502.
- Galton, P.M. and Upchurch, P. (2004). "Prosauropoda". pp. 232-258 in Weishampel Weishampel, D.B., Dodson, P. and Osmólska, H. (eds.): The Dinosauria 2nd Edition. University of California Press, Berkeley.